# Abu Bakarr Kanu
Pour les articles homonymes, voir Kanu.
 (juin 2023).
Abu Bakarr Kanu est un chimiste analytique sierra-léonais qui est professeur à l'université d'État de Winston-Salem (en). Ses recherches portent sur l'instrumentation de type séparatif pour l'analyse rapide des composés chimiques et biologiques. Kanu participe également à des programmes d'éducation et de sensibilisation et s'efforce d'offrir des cours de chimie pratiques aux jeunes de la Sierra Leone.

## Formation
Kanu a été le premier membre de sa famille à fréquenter l'université. Il a fréquenté l'université de Sierra Leone (en), où il a étudié la chimie au Fourah Bay College. Il a pratiqué l'athlétisme en tant qu'étudiant de premier cycle. Kanu a reçu une bourse du Commonwealth et a déménagé de la Sierra Leone à Manchester pour ses études supérieures. Lorsqu'il est arrivé à l'université de Manchester, Kanu a commencé à travailler sur la chromatographie en phase gazeuse et la spectrométrie de masse. Pour son doctorat, il a développé des systèmes miniaturisés pour la surveillance de l'environnement. Ses recherches doctorales ont constitué la base de deux brevets axés sur l'échantillonnage membranaire, qui a réduit le temps d'échantillonnage de 60 % .

## Recherche et carrière
Après avoir obtenu son doctorat, Kanu a commencé une bourse postdoctorale à l'Université d'État de Washington. Il a travaillé avec Herbert H. Hill, Jr. sur le développement de la spectrométrie de masse à mobilité ionique. Il a proposé d'utiliser ces travaux pour réduire les faux positifs dans les contrôles d'explosifs et de drogues dans les aéroports, et a également montré qu'il était possible de séparer les drogues en utilisant la sélectivité des gaz de dérive en spectrométrie de mobilité ionique-spectrométrie de masse, et ce travail a depuis été cité plus de 1000 fois. Il a appliqué la spectrométrie de mobilité ionique et la spectrométrie de masse pour identifier les polluants environnementaux dans l'air intérieur et l'eau contaminée. Il a créé un nouveau système d'échantillonnage qui intègre une membrane de polydiméthylsiloxane (PDMS) et des nanoparticules pour l'échantillonnage, l'isolement, la séparation et la désorption des polluants environnementaux en une seule étape.
Parallèlement à ses recherches académiques, Kanu travaille à améliorer la représentation des étudiants issus des minorités en sciences. Il dirige des programmes de recherche de premier cycle et soutient les sections étudiantes de l'American Chemical Society et de l'Organisation nationale pour l'avancement professionnel des chimistes et ingénieurs chimistes noirs. Kanu dirige le laboratoire annuel Extreme Forensic Instrumentation Experience à l'Université d'État de Winston-Salem, qui voit des lycéens participer à un projet de recherche sur le thème d'un drame policier. Il travaille avec Chemists Without Borders pour initier les jeunes de la Sierra Leone aux compétences pratiques en chimie et aider à reconstruire le système éducatif après la guerre civile. Dans le cadre de ce travail, Kanu a créé des kits de laboratoire de chimie verte abordables, qui comprennent du matériel et des manuels.

## Publications (sélection)
- (en) Kanu, Dwivedi, Tam et Matz, « Ion mobility–mass spectrometry », Journal of Mass Spectrometry, vol. 43, no 1,‎ 2008, p. 1–22 (ISSN 1096-9888, PMID 18200615, DOI 10.1002/jms.1383, Bibcode 2008JMSp...43....1K)

- (en) Kanu, Haigh et Hill, « Surface detection of chemical warfare agent simulants and degradation products », Analytica Chimica Acta, vol. 553, no 1,‎ 30 novembre 2005, p. 148–159 (ISSN 0003-2670, DOI 10.1016/j.aca.2005.08.012, lire en ligne)]

- Kanu, Gribb et Hill, « Predicting Optimal Resolving Power for Ambient Pressure Ion Mobility Spectrometry », Analytical Chemistry, vol. 80, no 17,‎ 1er septembre 2008, p. 6610–6619 (ISSN 0003-2700, PMID 18683951, PMCID 2898578, DOI 10.1021/ac8008143)